# Bogdan Olteanu (homme politique)
Pour les articles homonymes, voir Bogdan Olteanu.
Bogdan Olteanu (né le 29 octobre 1971) est un homme politique et un juriste roumain, président de la Chambre des députés de 2006 à 2008. Depuis 1991, il est membre du Parti national libéral (PNL). En 2005, il a été nommé ministre délégué pour les Affaires parlementaires dans le gouvernement de Călin Popescu-Tăriceanu.
Il est remplacé à la présidence de la Chambre des députés par Roberta Anastase en décembre 2008.